# 氷川
氷川（ひかわ）は、熊本県南部を流れる氷川水系の本流で、二級河川である。

## 流路
白山（標高1073メートル）付近に釈迦院谷（しゃかいんだに）として源を発し、南流へ。岩奥川が合流するあたりで氷川に名を変え、西に流れを変える。そして栗木川が合流し、八代市泉町の中心部に入る。そして氷川ダムに入り、そして八代郡氷川町に入る。そして立神峡に入り、八代郡氷川町の中心部に入り、八代市鏡町野崎と八代郡氷川町若洲付近の境界付近で八代海に注ぐ。

## 流域
2005年10月1日に八代郡竜北町と宮原町が合併した際、町名はこの川が町域を流れていることから氷川町となった。絶滅危惧種であるクロツラヘラサギの越冬地ともなっている。

### 上流
- 野添の大イチョウ[2]
- 氷川ダム - 熊本県が管理しているダムであり、ダム湖は肥後平家湖（ひごへいけこ）と呼ばれている。

### 中流
- 立神峡[3] - 秋の紅葉スポットにもなっている。立神峡でのカヤック体験なども近年脚光を浴びている。

### 下流
- 野津古墳群[4]
- 不知火干拓

## 並行する交通
- 国道443号
- 熊本県道52号小川泉線
- 熊本県道159号樅木河合場線

## 支流
- 釈迦院谷（源流）
- 岩奥川
- 栗木川
- 糸原谷
- 鳴谷川
- 水無谷
- 河俣川
  - 横谷川
  - 美生川
    - 小原川

  - 小浦川
  - 箱石川

## 橋梁
- 氷川橋 - 九州自動車道
- 氷川橋 - 国道3号。現在のものは1988年竣工。先代の橋梁は橋脚が多かったこともあり、1987年7月3日、豪雨による河床洗堀により一部橋脚が傾き、翌日南側の一部が落橋、全面通行止めを余儀なくされた[5]。
- 浜牟田橋 - 熊本県道14号八代鏡宇土線
- 氷川橋梁 - 九州新幹線
- 氷川大橋 - 熊本県道338号八代不知火線

## 流域の施設
- 氷川警察署